# Bundeshaus (Äthiopien)
Das Bundeshaus (amharisch የፌዴሬሽን ምክር ቤት, transliteriert Yäfederešn Məkər Bet; deutsch auch Bundesrat genannt) ist das Oberhaus des äthiopischen Bundesparlaments (offiziell Parlamentarische Bundesversammlung), einem Zweikammer-Parlament, welches aus der Kammer des Volksrepräsentantenhauses – dem Unterhaus – und der Kammer des Bundeshauses besteht.
Das Bundeshaus wurde 1995 errichtet und befindet sich in der äthiopischen Hauptstadt Addis Abeba. Das Bundeshaus hat höchstens 117 Abgeordnete (Räte), deren Arbeitssprache amharisch ist. Es besteht aus zwei Komitees mit jeweils unterschiedlichen Aufgabenbereichen. Das eine ist das Komitee für regionale Angelegenheiten und Angelegenheiten der Verfassung. Das zweite Komitee ist das sogenannte Komitee für das Budget.

## Mitglieder
Die maximal 117 Mitglieder werden Räte genannt. Nach Artikel 61 (Absatz 2) der äthiopischen Verfassung von 1995 hat jede ethnische Gruppe in Äthiopien das Recht darauf, im nationalen Bundesparlament durch Abgeordnete vertreten zu sein. Daher hat jedes Volk mindestens einen Abgeordneten als Repräsentanten im Bundeshaus. Völker mit mehr als einer Million Angehörigen entsenden einen Abgeordneten zusätzlich.
Das Bundeshaus wird nach Artikel 61 (Absatz 3) der Verfassung indirekt durch die Landesparlamente der neun Bundesstaaten des Landes gewählt oder direkt durch die jeweilige Bevölkerung in den Bundesstaaten. Welchen Weg man wählt, liegt in der Entscheidungsbefugnis der einzelnen Bundesstaaten. Wer sich als Kandidat zur Wahl stellen lassen will, muss äthiopischer Staatsbürger und mindestens 21 Jahre alt sein. Mitglieder des Hauses der Vertreter der Völker dürfen nicht gleichzeitig Mitglieder des Bundeshauses sein.

## Vorsitzende
Der Generalsekretär des äthiopischen Bundeshauses ist Habtamu Nini Abino. Die Sprecher des Bundeshauses seit 1995 sind:
| Name             | Amtsantritt      | Verlassen des Amtes |
| ---------------- | ---------------- | ------------------- |
| Almaz Meko       | 1995             | 2005                |
| Degefe Bula      | 10. Oktober 2005 | 2010                |
| Kassa Teklebrhan | 2005             | 2010                |
| Yalew Abate      | 2010             | amtierend           |

Ato Yalew Abate